# Caffe (програмне забезпечення)
CAFFE (англ. Convolutional Architecture for Fast Feature Embedding) — це система для глибокого навчання, первинно розроблена в Каліфорнійському університеті в Берклі. Вона є відкритою, з ліцензією BSD. Її написано мовою C++ з інтерфейсом для Python.

## Історія
Янці Дзя створив проект caffe під час докторської праці в Каліфорнійському університеті в Берклі. Тепер у цього проекту багато учасників, і його розміщено на GitHub.

## Властивості
Caffe підтримує багато різних типів архітектур глибокого навчання, орієнтованих на класифікацію та сегментування зображень. Вона підтримує конструкції ЗНМ, РЗНМ, ДКЧП та повноз'єднаних нейронних мереж. Caffe підтримує обчислювальні бібліотеки прискорювання на основі ГП та ЦП, такі як NVIDIA cuDNN та Intel MKL.

## Застосування
Caffe застосовують в академічних дослідницьких проектах, стартапних прототипах та навіть у великомасштабних промислових застосуваннях у баченні, мовленні та мультимедіа. Yahoo! також інтегрувала caffe з Apache Spark для створення CaffeOnSpark, системи розподіленого глибокого навчання.
У квітні 2017 року Facebook анонсувала Caffe2, що включає нові властивості, такі як рекурентні нейронні мережі.
В кінці березня 2018 року Caffe2 було влито до PyTorch.